# Rugby-League-Weltmeisterschaft 1977
Die achte Rugby-League-Weltmeisterschaft fand 1977 in Australien und Neuseeland statt. Im Finale gewann Australien 13:12 gegen Großbritannien und gewann damit die WM zum fünften Mal.

## Schiedsrichter
- Marcel Caillol
- R. Cooper
- Don Lancashire
- Billy Thompson

## Ergebnisse

### Erste Runde
| 29. Mai | Neuseeland     | 12 : 27 | Australien | Carlaw Park, Auckland Zuschauer: 18.000 Schiedsrichter: Billy Thompson |
| 29. Mai | (2:12) Bericht |         |            | Carlaw Park, Auckland Zuschauer: 18.000 Schiedsrichter: Billy Thompson |

| 5. Juni | Frankreich     | 4 : 23 | Vereinigtes Königreich | Carlaw Park, Auckland Zuschauer: 10.000 Schiedsrichter: R. Cooper |
| 5. Juni | (4:16) Bericht |        |                        | Carlaw Park, Auckland Zuschauer: 10.000 Schiedsrichter: R. Cooper |

### Zweite Runde
| 11. Juni | Australien | 21 : 9 | Frankreich | Sydney Cricket Ground, Sydney Zuschauer: 13.231 Schiedsrichter: Billy Thompson |
| 11. Juni | Bericht    |        |            | Sydney Cricket Ground, Sydney Zuschauer: 13.231 Schiedsrichter: Billy Thompson |

| 12. Juni | Neuseeland     | 12 : 30 | Vereinigtes Königreich | Rugby League Park, Christchurch Zuschauer: 7.000 Schiedsrichter: Marcel Caillol |
| 12. Juni | (7:10) Bericht |         |                        | Rugby League Park, Christchurch Zuschauer: 7.000 Schiedsrichter: Marcel Caillol |

### Dritte Runde
| 18. Juni | Australien    | 19 : 5 | Vereinigtes Königreich | Lang Park, Brisbane Zuschauer: 27.000 Schiedsrichter: Marcel Caillol |
| 18. Juni | (4:5) Bericht |        |                        | Lang Park, Brisbane Zuschauer: 27.000 Schiedsrichter: Marcel Caillol |

| 19. Juni | Neuseeland | 28 : 20 | Frankreich | Carlaw Park, Auckland Zuschauer: 8.000 Schiedsrichter: Don Lancashire |
| 19. Juni | Bericht    |         |            | Carlaw Park, Auckland Zuschauer: 8.000 Schiedsrichter: Don Lancashire |

### Abschlusstabelle
| Platz | Mannschaft             | Spiele | G' | U | V | P+ | P- | Diff. | Punkte |
| ----- | ---------------------- | ------ | -- | - | - | -- | -- | ----- | ------ |
| 1     | Australien             | 3      | 3  | 0 | 0 | 67 | 26 | +41   | 6      |
| 2     | Vereinigtes Königreich | 3      | 2  | 0 | 1 | 58 | 35 | +23   | 4      |
| 3     | Neuseeland             | 3      | 1  | 0 | 2 | 52 | 77 | −25   | 2      |
| 4     | Frankreich             | 3      | 0  | 0 | 3 | 33 | 72 | −39   | 0      |

### Finale
| 25. Juni | Australien     | 13 : 12 | Vereinigtes Königreich | Sydney Cricket Ground, Sydney Zuschauer: 24.457 Schiedsrichter: Billy Thompson |
| 25. Juni | (10:7) Bericht |         |                        | Sydney Cricket Ground, Sydney Zuschauer: 24.457 Schiedsrichter: Billy Thompson |